# Socol
Socol (serb. Соколовац) – wieś w Rumunii, w okręgu Caraș-Severin, w gminie Socol. W 2011 roku liczyła 398 mieszkańców. 